# سمندر زبان‌قارچی نائوتا
سمندر زبان‌قارچی نائوتا (نام علمی: Bolitoglossa altamazonica) نام یک گونه از سرده سمندرهای زبان‌قارچی است. این گونه در سرزمین‌های پست و کم ارتفاع واقع در رشته‌کوه آند از ونزوئلا و کلمبیا تا اکوادور و پرو تا بولیوی و شرقی برزیل یافت می‌شود. بالغ این سمندرها دارای بدنی است به طول ۳۱–۴۸ میلی‌متر با احتساب دم.